# Strongwellsea magna
Strongwellsea magna är en svampart som beskrevs av Humber 1976. Strongwellsea magna ingår i släktet Strongwellsea och familjen Entomophthoraceae.   Inga underarter finns listade i Catalogue of Life.